# Walter Hendl
Walter Hendl   (West New York, 12 de gener de 1917 - Harborcreek Township, 10 d'abril de 2007), fou un director d'orquestra, compositor i pianista estatunidenc.

## Biografia
Walter Hendl va néixer a West New York. Va estudiar direcció amb Fritz Reiner al Curtis Institute of Music de Filadèlfia. De 1939 a 1941, ensenya al Sarah Lawrence College a Nova York. L'any 1941 i 1942, és pianista i director d'orquestra al Berkshire Music Center sota la direcció de Serge Koussevitzky. L'any 1945, és cap associat de l'orquestra Filharmònica de Nova York. L'any 1949, és nomenat director musical de l'orquestra simfònica de Dallas, plaça ocupada fins a l'any 1958. L'any 1953, Walter Hendl és nomenat director de música de l'Orquestra simfònica Chautauqua. Resta amb Chautauqua fins que una malaltia temporal li imposa la seva dimissió l'any 1972. Ha dirigit igualment l'Orquestra simfònica de la NBC, sobretot en el moment d'una gira a l'Est asiàtic l'any 1955.
L'any 1958, Reiner nomena Hendl com a cap adjunt de l'Orquestra simfònica de Chicago, i resta en aquest lloc fins a l'any 1964. Paral·lelament, és el primer director artístic del festival de Ravinia, de 1959 a 1963. Abandona l'Orquestra simfònica de Chicago l'any 1964 per ser director de l'Escola de música Eastman a Rochester, Nova York de 1964 a 1972. Hendl ha estat igualment conseller musical de l'Orquestra Filharmònica de Rochester i un dels seus caps d'orquestra.
L'any 1976 Hendl és nomenat director musical de la Filharmònica d'Erie a Pennsilvània. L'any 1990, és professor de direcció a l'escola superior Mercyhurst College a Erie. Com a defensor de la música contemporània, dirigeix les creacions d'obres de Peter Mennin (Simfonia no 3) amb la Nova York Philharmonic l'any 1947, Bohuslav Martinů (Concerto per a piano no 3) amb Rudolf Firkušný i l'orquestra simfònica de Dallas l'any 1949, Villa-Lobos (Concerto per a violoncel no 2) amb Aldo Parisot i l'Orquestra Filharmònica de Nova York l'any 1954 i l'estrena americana del Rèquiem de Kabalevski, amb els estudiants del Eastman School l'any 1965. Ha compost igualment de la música d'escena per a diverses peces de teatre i realitzat diverses transcripcions orquestrals.
Va ser entronitzat com un patró nacional de Delta Omicron, una fraternitat musical professional internacional, l'1 de desembre 1960.
Els seus més grans enregistraments han estat realitzats per a RCA Victor, sobretot concerts per a violins amb Jascha Heifetz, Henryk Szeryng i Erick Friedman i concerts per a piano amb per a solistes Van Cliburn i Gary Graffman.
Hendl va morir a Harborcreek Township, a Pennsilvània, després d'haver sofert malalties cardíaques i pulmonars.